# Wadgymar Artúr
Wadgymar Artúr dr. (angolul: Dr. Arthur A. Vadgymar) (Debrecen, 1824. május 26. — San Antonio, Texas, 1899. február 7.) magyar katonaorvos, részt vett az 1848-49-es magyar szabadságharcban, szolgált a holland haditengerészetnél, a krími háborúban, s az amerikai polgárháborúban a déliek oldalán.

## Élete
Pesten járt középiskolába, Bécsben folytatott orvosi tanulmányokat. Orvosi diplomáját 1847-ben kapta kézhez. 1848-ban a 35. honvédzászlóaljban katonaorvosként teljesített szolgálatot. A szabadságharc bukása után a holland haditengerészetnél szolgált szintén katonaorvosként. Van olyan forrás, mely szerint a krími háborúban is részt vett.
Igen kalandos életet élt fiatalkori súlyos botlása miatt, állítólag Vadgymar Artúr és apja ugyanabba a balerinába szerettek bele, e miatt az ifjú Vadgymar egy párbajban megölte apját. Az eset kapcsán férfitestvére megfogadta, hogy bosszút áll rajta. Lehetséges, hogy leginkább e miatt hagyta el sürgősen Magyarországot. Az 1850-es évek közepén már Louisville-ben (Kentucky) folytatott orvosi praxist. Itt beleszeretett egy fiatal nőbe, de a nő szülei ellenezték a házasságot, erre Wadgymar megszöktette a nőt, s titokban vette feleségül. Felesége azonban tragikus módon átzuhant egy gőzhajó korlátján és belefulladt az Ohio folyóba. 1858-ban újra megnősült, de második feleségével meg hamarosan el kellett költözniök Louisville-ből, mert már Wadgymar nyomában volt bosszúszomjas testvére. Ezúttal St. Louisba (Missouri) költöztek, a házaspárnak az évek során 11 gyermeke született, négy érte meg a felnőttkort.
Az amerikai polgárháborúban Wadgymar a Tenneseei Ideiglenes Hadsereg hadianyag-ellátásáért felelt alhadnagyi rangban, később a Konföderáció laboratóriumában dolgozott Nashville-ben. Harctéri szolgálatot 1862-63-ban a memphisi déli tüzérségnél teljesített Chattanoogánál (Tennessee). Ezután Cairóban (Illinois) orvosi praxist folytatott. A polgárháború után visszatért St. Louisba, itt növénytant tanított a gyógyszerészeti főiskolán, s szakcikkei jelentek meg orvosi folyóiratokban. Majd Texasba költözött, de itt sem kerülték el a botrányok. A boncolás még ekkor tilos volt, de ő elkezdett felboncolni egy férfi halottat, de az első szikevágásnál kiderült, hogy a férfi nem halott, csak mély kómába esett. Mélyen felháborította a közvéleményt, megúszta ugyan a büntetést, de ismét költöznie kellett, a texasi Carrizo Springs vezető orvosaként működött tovább. A szarvasmarha- és a lómegbetegedésekkel is foglalkozott, szakcikkei közül különösen kiemelkedett a St. Louis Medical Reporter c. szaklapban megjelent cikke: „A Trichina spiralis okai és kialakulása az izmokban, s a trichinózis betegsége.” 
1899-ben halt meg influenzában feleségével együtt. A Cotulla Temetőben nyugszik (Cotulla La Salle County, Texas, USA)